# Juan José Estella
Juan José Estella Salas, né le 13 janvier 1956 à Sant Feliu de Llobregat (Catalogne, Espagne), est un footballeur international espagnol qui évoluait au poste de milieu de terrain. Il joue quatre saisons au FC Barcelone (1979-1983).

## Biographie
En 1976, il arrive au FC Barcelone B alors qu'il est âgé de 20 ans.
Entre 1979 et 1983, Estella joue 148 matchs avec le FC Barcelone.
En 1983, il est recruté par le RCD Majorque.
En 1985, il passe dans les rangs du Séville FC. Il met un terme à sa carrière de joueur en 1986.

### Équipe nationale
Estella joue un match avec l'équipe d'Espagne, le 24 mars 1982 face au Pays de Galles en match amical à Valence.

## Palmarès
Avec le FC Barcelone :
- Vainqueur de la Coupe d'Europe des vainqueurs de coupe en 1982
- Vainqueur de la Coupe d'Espagne en 1981 et 1983
- Vainqueur de la Copa de la Liga en 1983